# 川山坪镇
川山坪镇，中华人民共和国湖南省岳阳市汨罗市下属的一个镇，位于汨罗市南部。京广铁路经过镇区。
辖3个社区居委会，41个建制村，总面积151平方千米，总人口5.81万人，镇人民政府驻周坊（原高家坊镇人民政府驻地）。

## 建制沿革
- 1956年，设川山乡。
- 1958年，属七一公社（后改川山公社）。
- 1961年，析出高坊公社与三姊等公社。
- 1984年，改置川山坪镇。
- 2015年，与高家坊镇成建制合并设立川山坪镇，玉池乡5个建制村并入。

## 行政区划
川山坪镇下辖3个居委会和41个建制村：
川山社区、川山村、联山村、石桥村、湖鼻村、石陂村、清泉村、万家村、西北村、金井村、天井村、常公村、梅林村、盐井村、玉麓村、芭蕉村、金华村、城墙村和玉池林场村。

## 交通
- 京广铁路：川山坪站

## 文化
乡镇志有黄绍琼1948年编撰的《高明乡志》，为湖南省首部乡镇志。